# إدوارد بروك
إدوارد وليم بروك الثالث (بالإنجليزية: Edward William Brooke III)‏ ـ (26 أكتوبر 1919 ـ 3 يناير 2015) هو سياسي أمريكي ينتمي إلى الحزب الجمهوري. كان في سنة 1966 أول أمريكي أفريقي يُنتخب شعبيًا لعضوية مجلس الشيوخ. ولم يُنتخب بعده أي أمريكي أفريقي لعضوية مجلس الشيوخ حتى سنة 1992، وهي السنة التي انتُخبت فيها كارول موسلي براون (الحزب الديمقراطي) عن ولاية إلينوي. كما ظل بروك الأسود الوحيد الذي يمثل الحزب الجمهوري في مجلس الشيوخ الأمريكي إلى أن عُين تيم سكوت عن ولاية نورث كارولاينا سنة 2012.
في سنة 2002، أدرجه البروفيسور موليفي كيتي أسانتي ضمن قائمة أعظم مائة أمريكي أفريقي على مر التاريخ.
في مجلس الشيوخ، انحاز بروك إلى الفصيل الليبرالي في الحزب الجمهوري. شارك في كتابة قانون الحقوق المدنية لعام 1968، الذي يمنع التمييز في الإسكان. أصبح بروك ناقدًا بارزًا للرئيس ريتشارد نيكسون وكان أول عضو جمهوري في مجلس الشيوخ يطالب باستقالة نيكسون على ضوء فضيحة ووترغيت. فاز بروك بالانتخابات المُعادة في عام 1972، لكنه خسر أمام الديمقراطي بول سونغاس في عام 1978. بعد خروجه من مجلس الشيوخ، مارس بروك المحاماة في واشنطن العاصمة وكان منضمًا إلى العديد من الشركات والمؤسسات غير الربحية.

## سنواته الأولى
وُلد إدوارد ويليام بروك الثالث في يوم 26 أكتوبر من عام 1919 في واشنطن العاصمة، لإدوارد ويليام بروك الابن وهيلين (سيلدون) بروك. كان ثانيَ ثلاثة أطفال؛ نشأ في قسم الطبقة الوسطى من المدينة، وارتاد مدرسة دنبر الثانوية، والتي كانت وقتها واحدة من أرقى المدارس الثانوية الأكاديمية المخصصة للأفارقة الأمريكيين. بعد تخرجه في عام 1936، تسجل في جامعة هاوارد، حيث كان يفكر بدراسة الطب أولًا، لكن انتهى به الأمر يدرس الدراسات الاجتماعية والعلوم السياسية. تخرج بروك في عام 1941، والتحق بالجيش الأمريكي مباشرة بعد الهجوم الياباني على بيرل هاربر.
كُلف بروك برتبة ضابط وخدم خمس سنوات في الجيش، وشهد القتال في إيطاليا أثناء الحرب العالمية الثانية بصفته أحد أفراد فوج المشاة 366 المنفصل، وكسب ميدالية النجمة البرونزية. قابل بروك في إيطاليا زوجته المستقبلية ريميجيا فيراري سكاتشو، التي أنجب منها ابنتين، ريمي وإدوينا. عقب تسريحه، تخرج بروك من كلية الحقوق في جامعة بوسطن عام 1948. عبر عن ذلك قائلًا: «لم أدرس كثيرًا في هاوارد، لكن في جامعة بوسطن، لم أفعل شيئًا آخر تقريبًا إلا الدراسة». أوراقه محفوظة في مركز هاوارد غوتليب للأبحاث الأرشيفية في جامعة بوسطن.

## عمله في السياسة
في عام 1950، ترشح لمقعد في مجلس نواب ماساتشوستس في كلا الانتخابات التمهيدية للحزبين الديمقراطي والجمهوري. كسب بروك ترشيح الحزب الجمهوري، لكنه خسر الانتخابات العامة. حاول بروك الترشح لمنصبين آخرين، من بينها محاولة لمنصب الأمين العام لماساتشوستس، لكنه خسر الاثنتين. كانت خسارة المنافسة على منصب الأمين العام (أمام كيفن وايت، الذي صار عمدة بوسطن لاحقًا) تحديدًا متقاربة، ولاحظ القادة الجمهوريون إمكانيات بروك.